# Jozef Kuchár (fotbalista)
Jozef Kuchár (19. listopadu 1919 – 9. července 1989) byl slovenský fotbalový útočník, reprezentant a trenér.

## Hráčská kariéra
Ligu hrál za Jednotu Košice, Tatran Prešov a OAP Bratislava (mistr slovenské ligy 1942/43). V lize odehrál 142 utkání a dal 30 gólů. Za čs. reprezentační B-tým nastoupil v 1 utkání. Reprezentoval Slovensko v zápasech proti Chorvatsku, Rumunsku a Německu a dal 1 gól.

## Trenérská kariéra
Jako trenér vedl v lize Tatran Prešov.